# هه اینگچیانگ
هه اینگچیانگ (انگلیسی: He Yingqiang؛ زادهٔ ۲۵ سپتامبر ۱۹۶۵) وزنه‌بردار اهل چین است.